# Мускат, Джозеф
Джозеф Мускат (мальт. Joseph Muscat; род. 22 января 1974, Пьета, Мальта) — мальтийский государственный и политический деятель. Премьер-министр Мальты с 11 марта 2013 по 13 января 2020 года.

## Биография
Джозеф Мускат родился в пригороде столицы Мальты Валлетты Пьете 22 января 1974 года. В 1996 году он закончил Мальтийский университет по специальности политология. Специальность менеджмент изучал в Бристольском университете.
Мускат работал журналистом на радиостанции Лейбористской партии. В конце XX века Джозеф Мускат возглавил молодёжную организацию Лейбористской партии. С 2001 по 2004 год он редактировал партийную печать в интернете. Стал депутатом парламента. После поражения лейбористов на парламентских выборах 2008 года лидер партии Альфред Сант ушёл в отставку. Мускат возглавил Лейбористскую партию, победив Джорджа Абелу, на тот момент президента Мальты. Он также с 2008 года стал лидером оппозиции в парламенте страны.
Правительство Лоренса Гонци потерпело поражение при голосовании по бюджету 2013 года, что аналогично вотуму недоверия правительству. Гонци объявил о роспуске Палаты представителей Парламента 7 января и назначении выборов на 9 марта. Победу на этих выборах одержала Лейбористская партия Мальты, набрав около 55 % голосов избирателей.
После этого 11 марта 2013 года Джозеф Мускат был назначен премьер-министром страны. Через 15 лет лейбористы вернулись во власть в парламенте страны.

## Отставка
В связи с расследованием убийства журналистки Дафне Каруаны Галиции в 2017 году в результате массовых протестов Мускат 1 декабря 2019 года заявил об отставке с середины января 2020 года.

## Семья
Джозеф Мускат женат и имеет двух дочерей-близнецов.

## Факты
- Джозеф Мускат был самым молодым премьер-министром в мире в течение двух первых месяцев.
- Премьер-министр Мальты является одним из самых молодых руководителей глав государств и правительств в мире.
- Джозеф Мускат стал самым молодым премьер-министром Мальты за всё время независимости.

## Награды
Награды Мальты
| Страна | Дата            | Награда                                      | Награда                                      | Литеры   |
| ------ | --------------- | -------------------------------------------- | -------------------------------------------- | -------- |
| Мальта | 11 марта 2013 — | Компаньон Почёта Национального ордена Заслуг | Компаньон Почёта Национального ордена Заслуг | K.U.O.M. |

Награды иностранных государств
| Страна            | Дата вручения | Награда                                                                             | Награда                                                                             | Литеры |
| ----------------- | ------------- | ----------------------------------------------------------------------------------- | ----------------------------------------------------------------------------------- | ------ |
| Великобритания    | Ноябрь 2015 — | Почётный Командор ордена Святых Михаила и Георгия                                   | Почётный Командор ордена Святых Михаила и Георгия                                   | KCMG   |
| Греция            | —             | Кавалер Большого креста ордена Почёта                                               | Кавалер Большого креста ордена Почёта                                               |        |
| Мальтийский орден | —             | Кавалер Большого креста специального класса ордена Заслуг pro Merito Melitensi      | Кавалер Большого креста специального класса ордена Заслуг pro Merito Melitensi      |        |
| Германия          | —             | Кавалер Большого креста ордена «За заслуги перед Федеративной Республикой Германия» | Кавалер Большого креста ордена «За заслуги перед Федеративной Республикой Германия» |        |
| Украина           | 15 мая 2017 — | Кавалер ордена князя Ярослава Мудрого 2 степени                                     | Кавалер ордена князя Ярослава Мудрого 2 степени                                     |        |